# Löttorp
Löttorp è un'area urbana della Svezia situata nel comune di Borgholm, contea di Kalmar.
La popolazione risultante dal censimento 2010 era di 438 abitanti.